# Hiệu ứng Marangoni
Hiệu ứng Marangoni là sự dịch chuyển vật chất bên trên hoặc bên trong một lớp chất lưu do sự khác nhau của sức căng bề mặt.
Hiệu ứng này được tìm thấy đầu tiên vào năm 1855 trong một thí nghiệm của kỹ sư người Ireland James Thomson về hai chất lỏng có sức căng bề mặt khác nhau. Sau đó nhà vật lý người Ý Marangoni đã hoàn thiện và phát biểu như một hiệu ứng về sức căng bề mặt vào năm 1871.
Có nhiều hiện tượng vật lý xảy ra nhờ có hiệu ứng này như sự đối lưu Bénard, hay sự đối lưu nhiệt mao dẫn (en:thermocapillary convection).